# Douglas Coupland
Douglas Coupland (ur. 30 grudnia 1961 w bazie wojskowej w Baden-Söllingen, RFN) – kanadyjski powieściopisarz.
Jego pierwsza książka, Generation X: Tales for an Accelerated Culture (1991), stała się międzynarodowym bestsellerem i spopularyzowała określenia "Mcpraca" i "Pokolenie X". Jego ulubiony temat to wpływ nowych technologii na kulturę klasy średniej USA i Kanady.

## Twórczość w języku polskim
- Poddani Microsoftu
- Pokolenie X: Opowieści na czasy przyśpieszającej kultury
- Polaroidy z koncertu
- Szamponowy świat
- Wszystkie rodziny są nienormalne
- Złodziej gumy
- Życie po bogu